# NGC 2104
NGC 2104 est une galaxie spirale barrée de type magellanique. NGC 2104 a été découverte par l'astronome britannique John Herschel en 1834.

## Caractéristiques
Sa vitesse par rapport au fond diffus cosmologique est de 1 231 ± 5 km/s, ce qui correspond à une distance de Hubble de 18,16 ± 1,27 Mpc (∼59,2 millions d'al).
À ce jour, une douzaine de mesures non basées sur le décalage vers le rouge (redshift) donnent une distance de 13,676 ± 3,630 Mpc (∼44,6 millions d'al), ce qui est à l'intérieur des valeurs de la distance de Hubble. Puisque cette galaxie est relativement rapprochée du Groupe local, il est probable que cette valeur soit plus près de la distance réelle de NGC 2104. Notons que c'est avec la valeur moyenne des mesures indépendantes, lorsqu'elles existent, que la base de données NASA/IPAC calcule le diamètre d'une galaxie.
La classe de luminosité de NGC 2104 est V et elle présente une large raie HI.